# ダラス (1978年のテレビドラマのシーズン1)
『ダラス』シーズン1（英語: Dallas Season 1）は、1978年4月の第1日曜に開始した5話構成のミニシリーズ。当初パイロット版として制作され、放送されるまでそれ以上続かないとされていた。しかし人気によりこのパイロット版をシーズン1としてシーズン14まで継続した。

## 制作
1977年冬、6週間強に亘りテキサス州ダラスで撮影された。クロイス・ボックス・レンチが最初の「サウスフォーク・レンチ」の外観として使用され、ダラス市内のスイス通りのビルで屋内の撮影に使用された。

## キャスト

### 主演
アルファベット順:
- バーバラ・ベル・ゲデス：ミス・エリ―・ユーイング (5エピソード)
- ジム・デイヴィス：ジョック・ユーイング (5エピソード)
- パトリック・ダフィ：ボビー・ユーイング (5エピソード)
- ラリー・ハグマン：J.R.ユーイング (5エピソード)
- ヴィクトリア・プリンシパル：パメラ・バーンズ・ユーイング (5エピソード)
- シャーリーン・ティルトン：ルーシー・ユーイング (5エピソード)

### 助演
- リンダ・グレイ：スー・エレン・ユーイング (5エピソード)
- スティーブ・カネリー：レイ・クレブス (4エピソード)
- ケン・カーチェヴァル：クリフ・バーンズ (3エピソード)

### スペシャル・ゲスト
- デヴィッド・ウェイン：ウィラード（ディガー）・バーンズ (2エピソード)

### ゲスト出演

#### レギュラー出演
- ティナ・ルイーズ：ジュリー・グレイ - J.R.の事務員で愛人
- ドナ・バロック：コニー・ブラッシャー - ボビーの事務員
- ジョー・マクダネル：モーリーン - レイのガールフレンド

#### 単発出演
- ジェフリー・バイロン：ロジャー・ハーリー - ルーシーの同級生
- ポール・タリー：ミラー先生 - ルーシーの担任 (第2話)
- ノーマン・オールデン：ウィリアム（ワイルド・ビル）・オーロフ - ユーイング家の友人で議員 (第3話)
- ブライアン・デネヒー：ラザー・フリック - J.R.とレイに復讐しようとユーイング家の女性たちを人質にする (第4話)
- クーパー・ハカビー：ペイトン・アレン - J.R.とレイに復讐しようとユーイング家の女性たちを人質にする (第4話)
- ジェイムス・カニング：ジミー・モナハン - クリフとパメラのいとこ (第5話)

## スタッフ
考案者のデイヴィッド・ジェイコブズは第1話と第5話のエピソードを執筆し、エグゼクティブ脚本コンサルタントすなわちショーランナーとなった。シーズン2半ばまでクリエイティブ・コンサルタントとして残ったが、日常的に『ダラス』の制作に関わることをやめ、スピンオフの『Knots Landing』のショーランナーとなった。第2話はヴァージニア・アルドリッジが執筆したが、アルドリッジが『ダラス』に携わったのはこれが最後となった。第3話はアーサー・バーナード・ルイスが執筆し、最終回まで携わり、2回の続編テレビ映画も執筆した。第4話はカミーユ・マーケタが執筆し、シーズン4まで携わった。
リー・リッチとフィリップ・カピスはエグゼクティブ・プロデューサーを務め、リッチはシーズン3最終回まで、カピスはシーズン9最終回まで携わった。のちにショーランナーとなるレナード・キャツマンがプロデューサーとして携わり、最後の3シーズンでプロデューサーとなるクリフ・フェンマンがアソシエイト・プロデューサーを務めた。ロバート・デイとアーヴィング・J・ムーアがディレクターを務めた。

## DVD
2004年8月24日、ワーナー・ホーム・ビデオはシーズン1および2のリージョン1のDVDボックスセットをリリースした。両面DVD5枚に2シーズン29話、ソープネットでの再結成の模様、ハグマン、ティルトン、ジェイコブズのコメントが収録された。

## エピソード
| 通算 話数 | シーズン 話数 | タイトル             | 監督                    | 脚本                         | アメリカでの初回放送日 | イギリスでの初回放送日 |
| --- | ------------- | -------------------- | ----------------------- | ---------------------------- | ---------------------- | ---------------------- |
| 1 | 1             | "Digger's Daughter"  | ロバート・デイ          | デイヴィッド・ジェイコブズ   | 1978年4月2日           | 1978年9月5日           |
| ボビー・ユーイング(パトリック・ダフィ)とパメラ・バーンズ・ユーイング(ヴィクトリア・プリンシパル)は結婚したことを家族に明かす。これはユーイング家とバーンズ家の長年の抗争を新たにするものである。J.R.(ラリー・ハグマン)はパメラの元彼でユーイング家の牧場作業長のレイ・クレブス(スティーヴ・カネリー)に2人を別れさせる工作をする。 |               |                      |                         |                              |                        |                        |
| 2 | 2             | "The Lesson"         | アーヴィング・J・ムーア | ヴァージニア・アルドリッジ   | 1978年4月9日           | 1978年9月12日          |
| パメラはルーシーが学校に行かずレイ・クレブスと性的関係を持っていることを知り、ルーシーの生活を改めさせることでユーイング家に認められようとする。 |               |                      |                         |                              |                        |                        |
| 3 | 3             | "Spy in the House"   | ロバート・デイ          | アーサー・バーナード・ルイス | 1978年4月16日          | 1978年9月19日          |
| ボビーは家に大事な書類を忘れ、パメラに届けてもらう。書類の内容が漏洩し、J.R.はパメラがボビーと結婚したのはバーンズ家からのスパイとして送り込まれたのであると疑う。 |               |                      |                         |                              |                        |                        |
| 4 | 4             | "Winds of Vengeance" | アーヴィング・J・ムーア | カミーユ・マーチェタ         | 1978年4月23日          | TBA                    |
| J.R.とレイがウェーコで女性2人をナンパして一夜限りの浮気をする。翌日、サウスフォークに大規模なハリケーンが接近中、浮気相手の夫と兄弟が復讐をしにやってきて、ミス・エリ―、パメラ、スー・エレン、ルーシーが人質となる。 スペシャル・ゲスト・スター：ブライアン・デネヒー (ルーサー・フリック役)                                      |               |                      |                         |                              |                        |                        |
| 5 | 5             | "Barbecue"           | ロバート・デイ          | デイヴィッド・ジェイコブズ   | 1978年4月30日          | 1978年9月26日          |
| ユーイング家で開催されたバーベキューにおいてジョックとディガーは過去の出来事について口論となるが、パメラとボビーはパメラの妊娠を持ちだして祖父となる2人をとめようとする。子のいないJ.R.は酔っ払ってボビーと口論となる。J.R.はパメラを追い詰め、足を踏み外したパメラは階下に落ちる。ユーイング家の未来は危機に晒される。           |               |                      |                         |                              |                        |                        |

## ニールセン視聴率
| エピソード番号 | エピソード名         | 放送日        | 週間順位 (視聴率/シェア) |
| -------------- | -------------------- | ------------- | ------------------------ |
| 1              | "Digger's Daughter"  | 1978年4月2日  | #18 (21.5/37)            |
| 2              | "Lessons"            | 1978年4月9日  | #50 (15.2/26.0)          |
| 3              | "Spy in the House"   | 1978年4月16日 | #40 (N/A)                |
| 4              | "Winds of Vengeance" | 1978年4月23日 | #12 (21.1/35)            |
| 5              | "Barbeque"           | 1978年4月30日 | #11 (21.8/39)            |